# David Hartley il giovane
David Hartley il giovane (Bath, 1732 – Bath, 19 dicembre 1813) è stato un politico e inventore inglese, figlio del filosofo e medico David Hartley.
Fu il plenipotenziario britannico, nominato dal re Giorgio III, che firmò per conto del Regno di Gran Bretagna, il trattato di Parigi del 1783 che pose fine alla guerra d'indipendenza americana.

## Biografia
Hartley nacque a Bath nel Somerset, in Inghilterra nel 1732. Ha studiato al Corpus Christi College e conseguito il suo BA il 14 marzo 1750. Fu fellow del Merton College fino alla sua morte. Diventò un membro del Lincoln's Inn nel 1759. Durante gli anni successivi ottenne il riconoscimento come scienziato e, per interessi comuni, conobbe e divenne amico e corrispondente di Benjamin Franklin. Fu membro della Camera dei Comuni dal 1774 al 1780, e dal 1782 al 1784, in rappresentanza di Kingston upon Hull raggiungendo una notevole reputazione come oppositore della guerra contro le colonie americane e del commercio degli schiavi africani. Nel 1776 egli fece una mozione nella Camera dei Comuni, in cui affermava "che il commercio di schiavi era contrario alle leggi di Dio e ai diritti degli uomini". Politicamente era un sostenitore dei Whig e del loro leader il Marchese di Rockingham.
Nel 1783 Hartley venne inviato a Parigi, dove si stavano trattando i termini della fine della guerra d'indipendenza americana e dei conflitti collegati, come rappresentante del Regno di Gran Bretagna in sostituzione del precedente negoziatore Richard Oswald, giudicato troppo filo-americano.
Hartley fu anche un brillante inventore progettando un sistema per proteggere le case dagli incendî. Nel 1774 pubblicò un libro dal titolo: An account of the method of securing buildings (and ships) against fire ("Un resoconto del metodo di protezione degli edifici (e delle navi) contro il fuoco"). In esso egli descrive un metodo di protezione basato sulla posa di sottili piastre di ferro su pavimenti e soffitti degli edifici in modo da impedire la diffusione delle fiamme e la penetrazione dell'aria. Nel 1776 fece una straordinaria dimostrazione del suo metodo in una casa che aveva comprato a Putney Heath alla periferia sud di Londra. In tale dimostrazione egli cenò in una stanza che era stata protetta con il suo metodo, mentre nella stanza sottostante era stato appiccato un incendio. L'esperimento venne condotto alla presenza del sindaco e dei membri della Corporazione della Città di Londra che stabilirono che il sistema andava utilizzato nella realizzazione dei nuovi edifici e predisposero uno stanziamento a favore di Hartley per perfezionare il metodo. In ricordo dell'esperimento e dello stanziamento venne eretto un obelisco (Hartley Memorial Obelisk) nei pressi della casa suddetta, obelisco che è tuttora esistente e visibile presso l'incrocio fra la autostrada A3 (Kingston Road) e la A219 (Tibbet's Corner).